# 五十里彰
五十里 彰（いかり あきら、1971年9月 - ）は、日本の薬学者。専門は、生理学・分子生物学・薬理学。学位は、博士（薬学）（富山医科薬科大学・1999年）。静岡県立大学薬学部准教授などを経て、岐阜薬科大学薬学部教授。

## 来歴

### 生い立ち
1971年生まれ。将来薬剤師になろうと考え、富山医科薬科大学（のちの富山大学）に入学した。薬学部の薬科学科にて薬学を学んでいたが、在学中の学生実習や卒業研究をきっかけに研究活動に従事したいと考えるようになり、次第に大学教員を志すようになる。大学卒業後は、そのまま富山医科薬科大学の大学院に進学した。1996年に修士（薬学）の学位を取得する。1999年に薬学研究科の博士後期課程を修了し、博士（薬学）の学位を取得した。論文の題は 「胃酸分泌細胞におけるプロスタグランジンE[2]感受性塩素イオンチャネルと細胞防御機構」。なお、その間に日本学術振興会の特別研究員になっている。

### 研究者として
大学院修了後、静岡県立大学に採用され、薬学部の助手となった。2005年には、同学部の講師に昇任する。また、静岡県立大学の大学院では、薬学研究科の講師も兼務した。現在は、静岡県立大学の薬学部の准教授として、薬学科の講義を担当する。また、大学院の薬学研究科でも准教授を兼務していたが、同研究科が生活健康科学研究科と統合され2研究院1学府に再編されたことにともない、新たに発足した薬学研究院において引き続き准教授を兼務することとなった。菅谷純子や三輪匡男らとともに、生体情報分子解析学を担当する研究室に所属した。2013年10月、岐阜薬科大学の薬学部にて教授に就任し、生化学研究室の講義を担当することになった。

## 研究
専門は薬学。主に生理学、分子生物学、薬理学など幅広い分野を研究している。所属する学会は日本薬学会、日本生理学会、日本マグネシウム学会、日本生化学会など。
高血圧症の予防や治療を目指し、腎臓などにおけるイオン輸送体の研究に取り組んでいる。具体的には、生活習慣病とイオン輸送体の異常の関連性やマグネシウムを再吸収するメカニズムとその調節因子、ストレスによって糖の吸収を亢進するメカニズムなどの研究を行っている。

## 略歴
- 1971年 - 富山県にて誕生。
- 1994年 - 富山医科薬科大学薬学部卒業。
- 1996年 - 日本学術振興会特別研究員。
- 1999年 - 富山医科薬科大学大学院薬学研究科博士後期課程修了。
- 1999年 - 静岡県立大学薬学部助手。
- 2005年 - 静岡県立大学薬学部講師。
- 2008年 - 静岡県立大学薬学部准教授。
- 2013年 - 岐阜薬科大学薬学部教授。

## 受賞歴
- 2004年 - 日本薬学会東海支部学術奨励賞。
- 2004年 - とやま賞学術研究部門。
- 2009年 - 日本薬学会奨励賞。

## 関連人物
- 菅谷純子
- 三輪匡男